# 鷲之巢信號場
鷲之巢信號場（日语：／ Washinosu shingōjyo */?）是一由北海道旅客鐵道（JR北海道）所經營的信號場，位於日本北海道二海郡八雲町，屬JR北海道函館支社的管理範圍。由本處起往森（上行）方向為複線配置，而往山崎（下行）方向則是單線配置。
鷲之巢曾於1946年至1962年、及1987年至2016年間兩度作為旅客車站使用，但因使用人數極少，自2016年3月26日起第二次遭到廢站，降格回信號場。另外，在2014年5月12日上之國車站隨江差線部分路段廢線而廢站之後，鷲之巢曾一度是北海道境內地理位置最西的鐵路車站，直到2016年遭廢站為止。

## 相鄰車站
北海道旅客鐵道（JR北海道）
■函館本線
八雲（H54）－（鷲之巢信號場）－山崎（H52）